# Tjonger

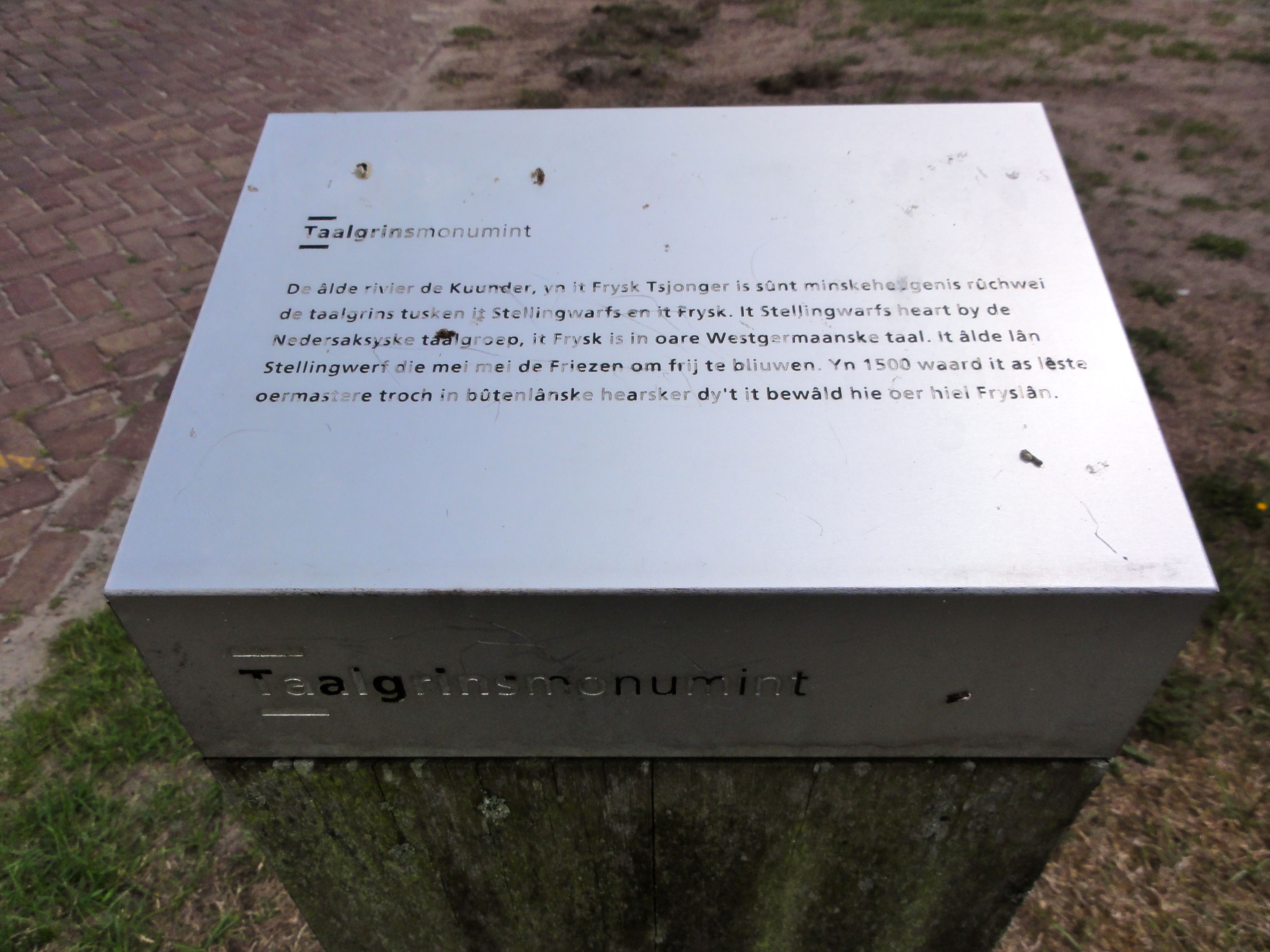
Het Taalgrensmonument bij de Tjonger

De Tjonger of Kuinder (Stellingwerfs: De Kuunder, Fries: De Tsjonger) is een riviertje dat door de Nederlandse provincie Friesland loopt, van het zuidoosten naar het zuiden. De Tjonger maakt samen met de Opsterlandse Compagnonsvaart deel uit van de Friese Turfroute.

## Tjongervallei
Tussen Mildam en Makkinga is de Tjongervallei een open biotoop met een unieke flora en fauna, hoewel sommige soorten langzaam achteruitgaan. In de tweede helft van de 20e eeuw werden er met enige regelmaat nog korhoenders gezien. Nestelende weidevogels als wulp, grutto, scholekster, kemphaan, leeuwerik, kievit, gele kwikstaart en patrijs worden sinds 2010 steeds minder waargenomen.

## Loop
De Tjonger is 41,7 kilometer lang, maar inclusief de bovenloop, de Boven Tjonger (ook wel gespeld als Boven-Tjonger of Boventjonger) en de benedenloop de Bij- of Tusschenlinde, is de Tjonger ongeveer vijftig kilometer lang.

### Bovenlopen
De Tjonger ontspringt bij de Drentse grens, ongeveer tussen Haule in de gemeente Ooststellingwerf en Veenhuizen in de gemeente Noordenveld in Drenthe, waar nu het Haulerdiep (Hauler Diep) ligt. Daarna volgt de Boven Tjonger. Bij Oosterwolde kruist dit riviertje het Grootdiep. Verderop gaat de Tjonger middels een duiker onder de Opsterlandse Compagnonsvaart (Opsterlânske Kompanjonsfeart) door.
Behalve de Boventjonger zijn ook het Grootdiep en het Kleindiep bovenlopen van de Tjonger. Deze riviertjes zijn grotendeels gekanaliseerd en vanwege de natuurlijke stuwen niet bevaarbaar.

### Tjonger of Kuinder
De hoofdstroom van de Tjonger begint vanaf de Boventjonger bij het kruisen van de Opsterlandse Compagnonsvaart. Daarvandaan loopt de rivier naar het westen en gaat langs natuurgebied Delleboersterheide. Daarna kruist het de N353. Langs deze weg loopt het kanaal Prinsenwijk (Preenzewiek) in zuidelijke richting naar Oldeberkoop. Naar het westen gaat de Tjonger door de polder Tjongerdellen. Bij Mildam ligt een brug en in de buurt de Tjongermolen.
Bijna een kilometer verderop staat de Tjonger in verbinding met kanaal dat eveneens de naam Prinsenwijk (Prinsewyk) draagt en in noordelijke richting door Oranjewoud loopt. Hierna kruist de rivier de A32 bij Oudeschoot en de spoorbrug bij Heerenveen-Zuid en stroomt hij verder in zuidwestelijke richting. Er volgen verbindingen met de Engelenvaart (Engelenfeart), die in noordelijke richting langs Nieuweschoot en Heerenveen loopt, en met de Schipsloot naar Wolvega in zuidoostelijke richting.
Daarna kruist de Tjonger met de Broeresloot of Vierhuistervaart (Broeresleat of Fjouwerhúster Feart), Jonkers- of Helomavaart (Jonkers- of Helomavaort) en Pier Christiaansloot (Pier Christiaanssleat). Vervolgens buigt de Tjonger naar het zuiden, langs natuurgebied de Brandemeer, door Het Wijd en langs Langelille naar de oude sluis in Schoterzijl.

### Benedenlopen
Voorbij Schoterzijl gaat de Tjonger als de Bij- of Tusschenlinde (vroeger ook Buiten Tjonger, Kromme of Kleine Kuinder genoemd) verder naar Slijkenburg, waar de rivier aanvankelijk in de Linde uitkwam. De Linde maakt tussen Slijkenburg en Kuinre gebruik van de oude stroom van Tjonger (vandaar de oude naam Kuindervaart). 
Bij Kuinre ligt de Oude Kuinre, een restant van de oudste benedenloop van de Tjonger, die hier ooit afboog naar het oosten, om bij Blokzijl in de Steenwijker Aa uit te komen. Bij Slijkenburg nam deze rivier het water van de Linde op. Rond 1200 kwam dit gebied onder invloed van de Zuiderzee te staan. Het water van de Tjonger en de Linde werd voortaan via de Kuindervaart direct naar de Zuiderzee geleid. De riviermonding werd afgedamd met een spuisluis, die in 1243 Kuinderzijl (Kunresijl) werd genoemd. Dit is vermoedelijk het huidige Kuinre.
De sluis ging voor 1433 verloren, waardoor de benedenloop van de Tjonger weer onder invloed van de getijden kwam te staan. Latere kronieken spreken over een veldslag bij Schoterzijl in 1398, maar het is de vraag of deze sluis toen al bestond. Pas in 1474 werd er daadwerkelijk een nieuwe zeesluis bij Schoterzijl gebouwd. Naar het schijnt had deze zijl twee sluiskokers, die in 1545 werden vervangen door één grotere. Deze Oude Schoterzijl maakte in 1580 plaats voor de Slijkenburgerzijl, verder stroomafwaarts. Plannen uit 1698 om in Kuinre een stenen sluis te bouwen, konden niet tijdig worden gerealiseerd.
Na meerdere stormvloeden kwam de benedenloop in 1702 opnieuw buitendijks te liggen. De Oude Schoterzijl werd in ere hersteld, maar nu als een open scheepvaartsluis uit baksteen. De Tjonger mondde in uit de Bijlinde (die toen nog Buiten Tjonger dan wel Kromme of Kleine Kuinder werd genoemd). Deze rivier stroomde op zijn beurt bij Slijkenburg in de Kromme Linde, die zich voortzette in de Kuindervaart. Omdat de afwatering stagneerde, werd in 1828 de Worstsloot gegraven, die het overtollige water van de Tjonger direct naar zee afvoerde. Of dit getijdenkanaal ook geschikt was voor kleinere schepen is niet bekend. Buitendijks bij Kuinre werd in 1743 het Scheepsdiep gegraven, dat onder toezicht kwam te staan van een afzonderlijke Directie. De aanleg was nodig, omdat zich voor de havenmonding de zandbank Wellerzand had gevormd.
Toen in de jaren 1842 tot 1845 de zeedijken bij Kuinre werden hersteld, werd een nieuwe waaiersluis in de monding van de rivier gebouwd. Het stroomgebied van beide rivieren werd gescheiden. De Kromme Linde behield zijn oude loop langs Kuinre. Het water van de Bijlinde werd via het nieuw aangelegde Nieuwe Kanaal naar zee geleid. Ook de Oude Schoterzijl werd in 1844 vernieuwd en omgebouwd tot binnensluis. De waaiersluis bij Kuinre werd in 1928 vervangen door een schutsluis. De sluis en de buitendijkse haven bleven in functie tot 1942. 
Door de aanleg van de Noordoostpolder zijn de mondingen van Tjonger en Linde in 1942 geblokkeerd. Water uit de Tjonger komt sindsdien tot afvoer via de Friese boezem, onder andere door de Tsjerk Hiddessluizen bij Harlingen en het J.L. Hooglandgemaal bij Stavoren.

## Kanalisatie
De Tjonger is van de Opsterlandse Compagonsvaart tot aan bij Rotstergaast over een lengte van 35 kilometer gekanaliseerd. De kanalisatie vond plaats tussen 1886-1888 ten behoeve van scheepvaart en ontwatering, waardoor voor dit gedeelte ook vaak gesproken wordt van het Tjongerkanaal.
Behoudens enkele meanders die geïsoleerd in natuurterreinen liggen, is er van het oorspronkelijk kronkelige tracé weinig overgebleven. Ten noorden van de oorspronkelijke Tjonger liggen hier en daar rivierduintjes, waarvan de Kiekenberg bij Oudehorne als de fraaiste wordt ervaren. Bij Ketliker Skar ligt de Tjongerdellen, een polder in de vallei waarin ooit de hevig slingerende Tjonger gelegen heeft.

## Sluizen
In het Tjongerkanaal liggen drie grote sluizen: Sluis I, II en III. Bij deze sluizen staan pompen om bij lage waterstand gebiedseigen water terug te pompen ten behoeve van de recreatievaart. De Tjonger maakt deel uit van de Turfroute.
Via Sluis III is er toegang tot de Opsterlandse Compagnonsvaart. Naast Sluis III ligt een sifon onder de Opsterlandse Compagnonsvaart door. Deze verbindt de Tjonger met zijn bovenloop de Boven Tjonger. Door de duiker wordt voorkomen dat gebiedsvreemd water in de Tjonger terechtkomt. Een voormalige sluis in de Tjonger is de oude Schoterzijl, gelegen bij de gelijknamige buurtschap Schoterzijl.

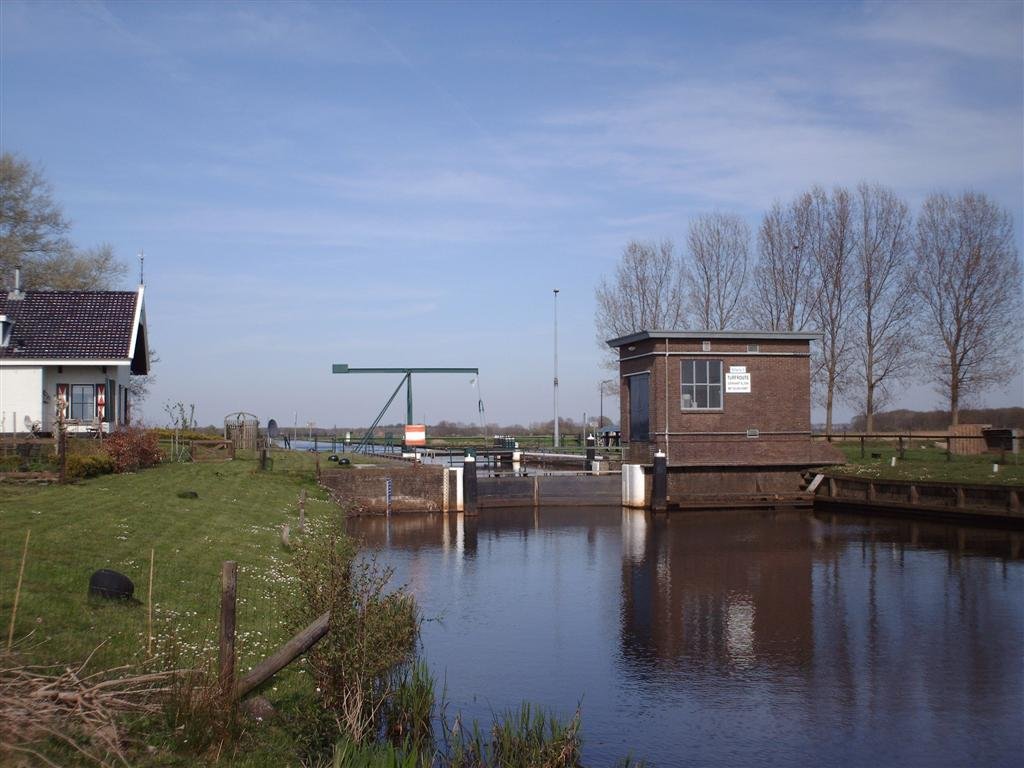
Sluis I bij Nieuwehorne
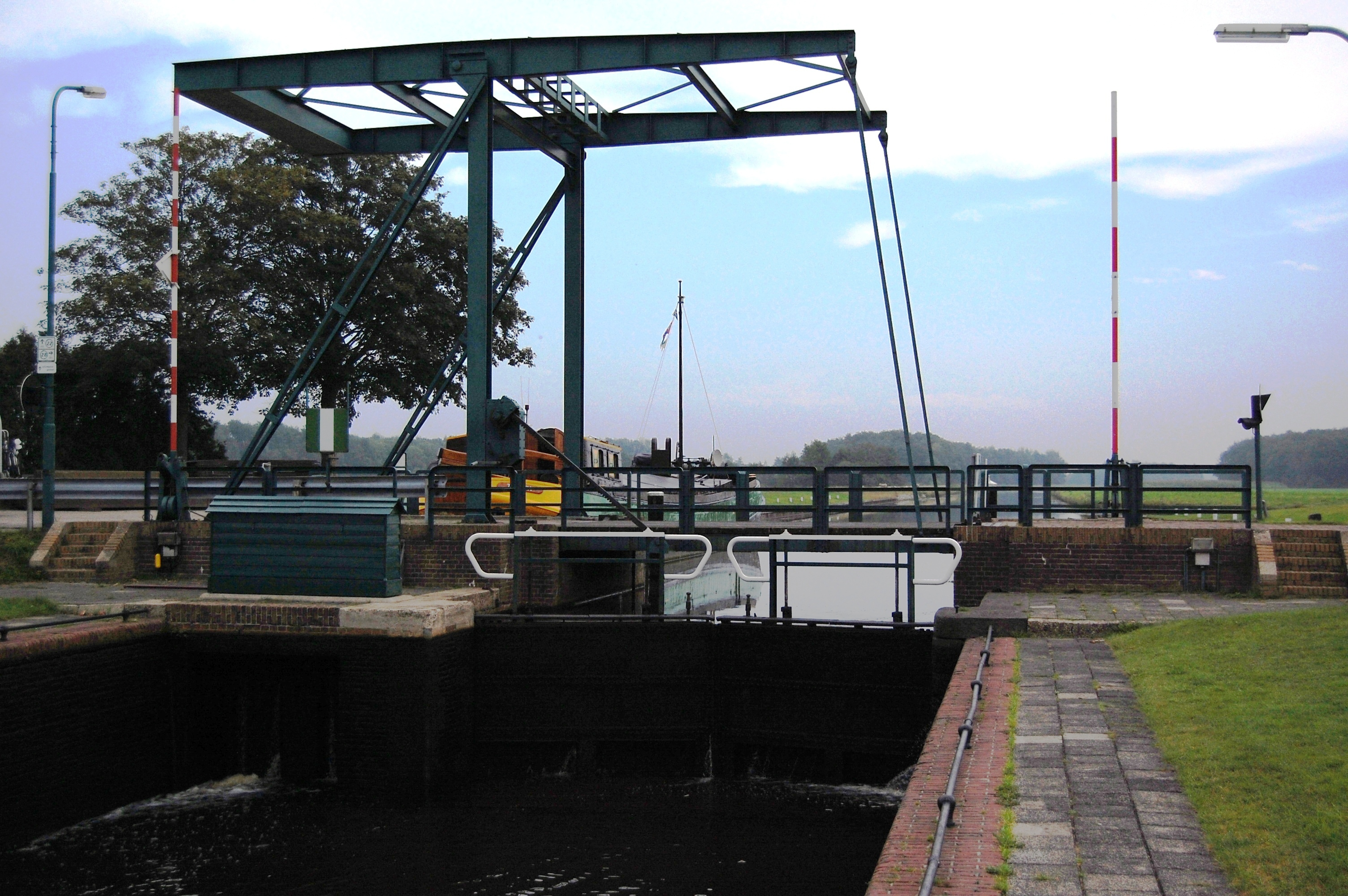
Sluis II bij Jubbega
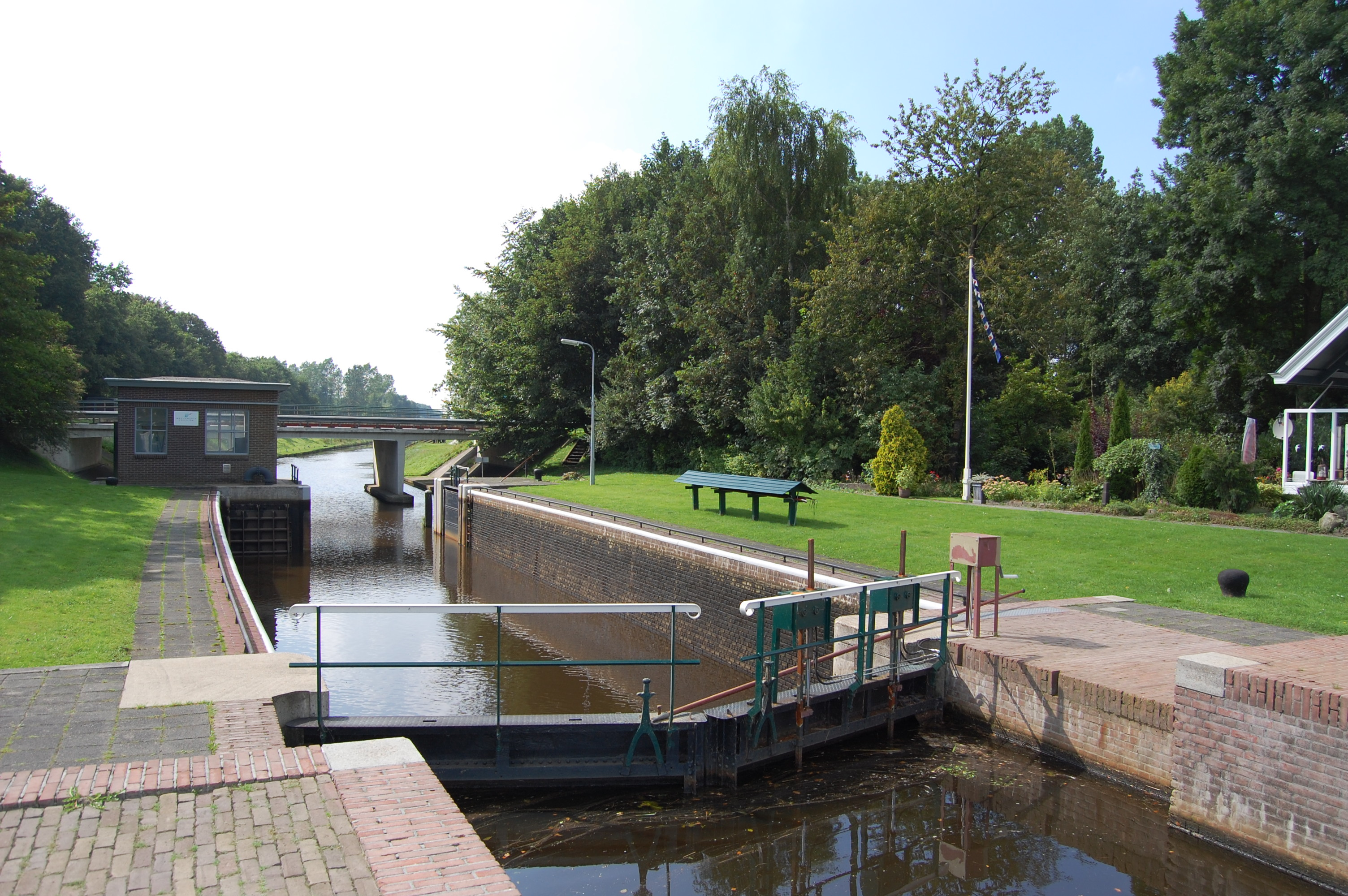
Sluis III bij Oosterwolde
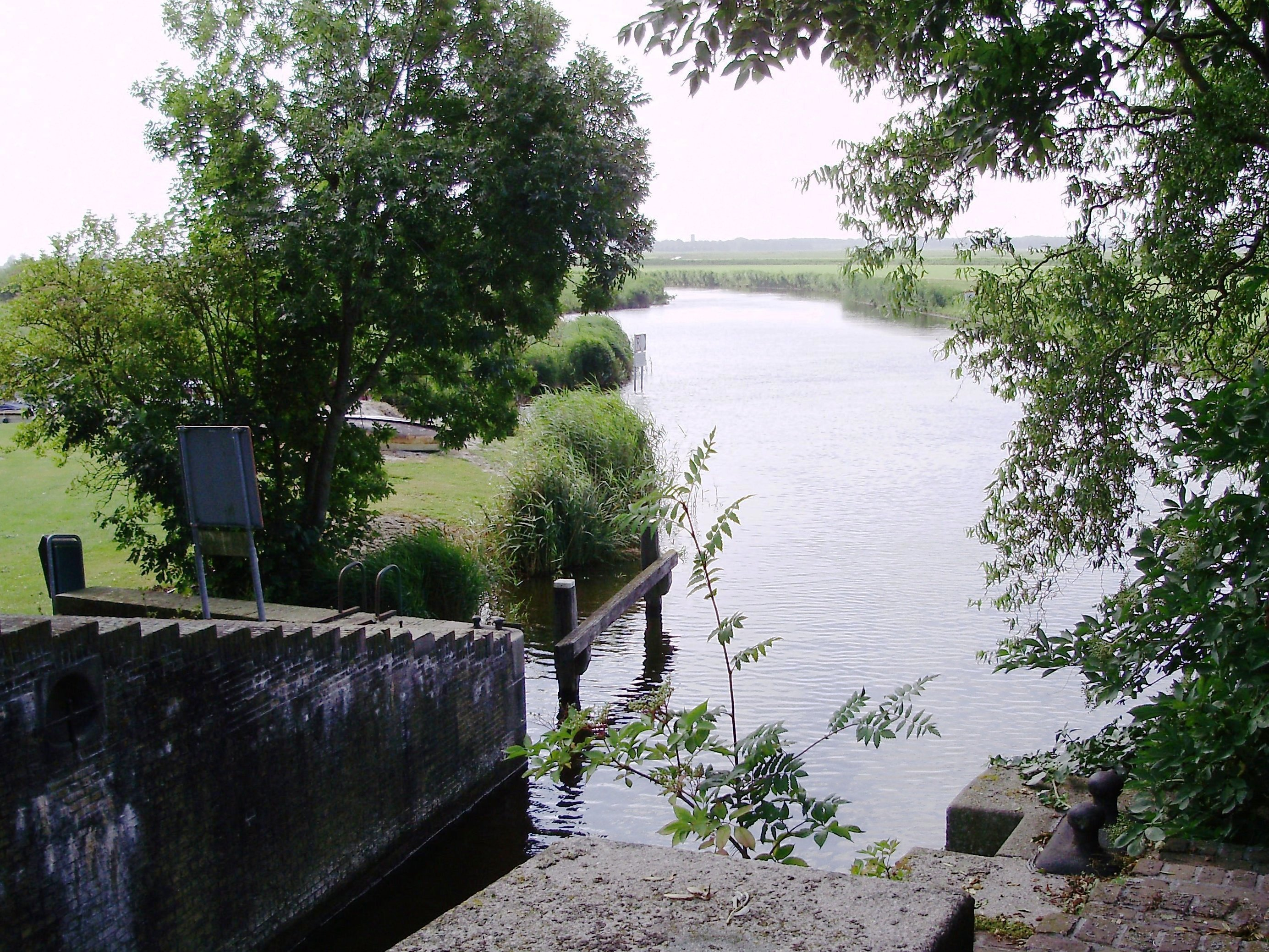
Oude Schoterzijl bij Schoterzijl

## Archeologie: Tjongercultuur
Binnen de archeologie is de zogeheten Tjongercultuur als onderdeel van de Federmessercultuur bekend. Hendrik Jan Popping vond er in de jaren twintig van de twintigste eeuw op enkele plaatsen langs de Tjonger vuurstenen werktuigen. Deze vormen de overblijfselen van jager-verzamelaars die hier kampementen hadden tegen het einde van laatste ijstijd (12.000 jaar geleden). Bekende pleisterplaatsen van deze oerjagers zijn Jardinga en Lochtenrek, tussen Oosterwolde en Makkinga. Een site van een nog oudere cultuur uit het laat-paleolithicum, van rendierjagers van de Hamburgcultuur, is nabij Lochtenrek aangetroffen. De N381-brug over de Tjonger is in 2017 verfraaid met de naam Lochtenrek.

## Taalgrens en naam
De Tjonger vormt een taalgrens: globaal kan gesteld worden dat het Friese taalgebied ten noorden ervan ligt, het Stellingwerfse taalgebied (Nedersaksisch) ten zuiden ervan. Uitzondering zijn de zuidelijke vervenersdorpen Appelscha en Ravenswoud, waar vooral de oudere inwoners Fries spreken. Elk taalgebied had zijn eigen naam met daarnaast de formele Nederlandse naam.
De Topografische Dienst van Kadaster Geo-Informatie vermeldt het water als Kuinder of Tjonger. De naam De Tsjonger of De Kuunr geldt sinds 15 maart 2007 als de officiële naam. De Stellingwerfse naam Kuunder is sinds 15 maart 2007 ook de officiële naam van de Boven Tjonger.